# Sumerpur (Uttar Pradesh)
Sumerpur è una suddivisione dell'India, classificata come nagar panchayat, di 24.656 abitanti, situata nel distretto di Hamirpur, nello stato federato dell'Uttar Pradesh.